# Flora und Vegetation von Neuguinea

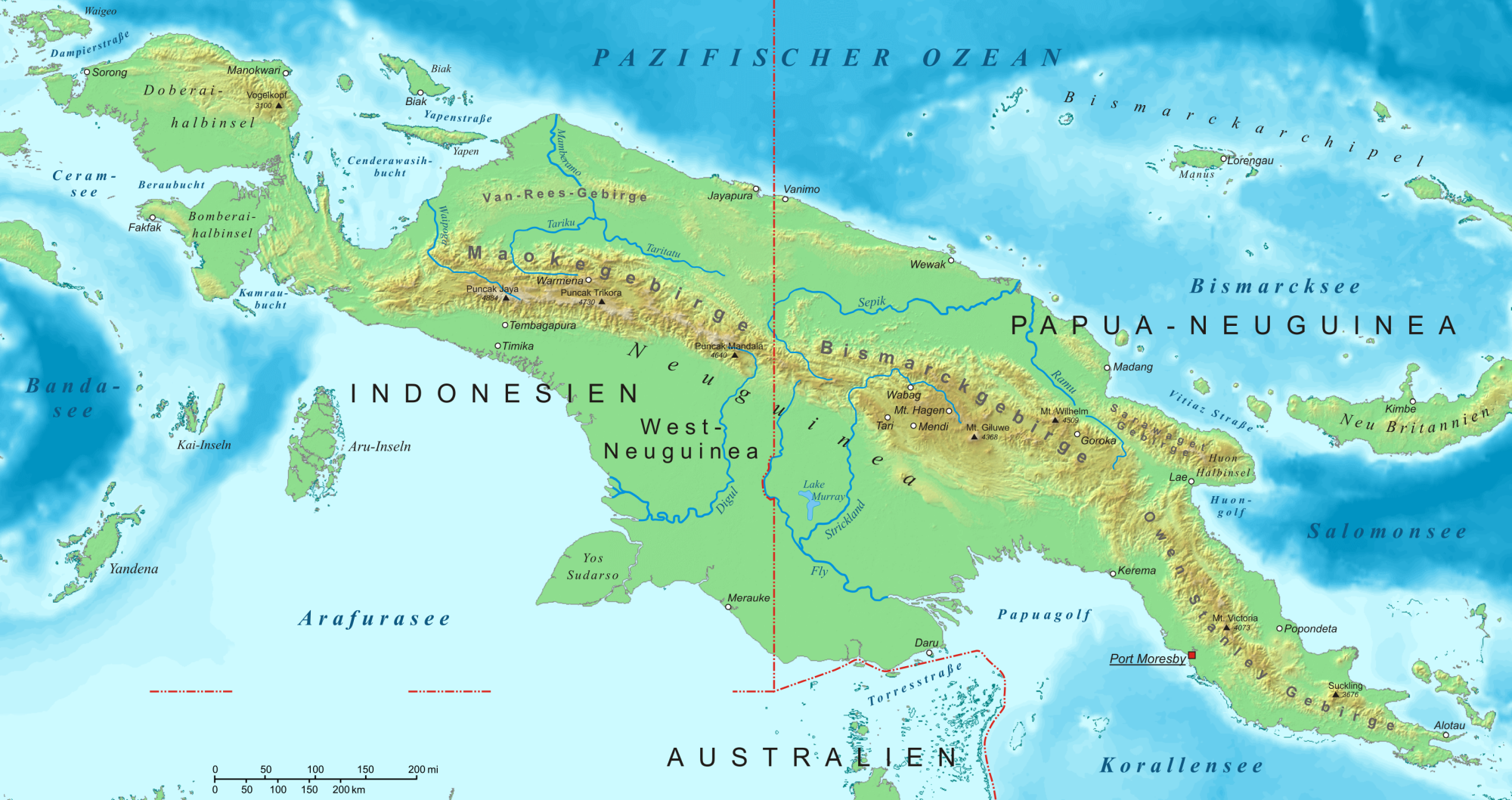
Topographische Karte von Neuguinea

Die Flora und Vegetation von Neuguinea, der zweitgrößten Insel der Welt, gelegen im Südpazifik und in ihrem Zentrum bis zu fast 5.000 Meter hoch, gilt als einer der bedeutendsten botanischen Hot Spots der Welt. Rund 20.000 bis 25.000 Arten, von denen über die Hälfte nur hier vorkommen, machen Neuguinea zu einer der artenreichsten und eigentümlichsten floristischen Regionen der Erde.
Ungeachtet ihrer Reichhaltigkeit ist die Flora und Vegetation von Neuguinea bisher nur unzureichend erforscht, und wenngleich sie bis in die Gegenwart relativ gut erhalten blieb, haben insbesondere im noch erheblich schlechter erforschten Westteil der Insel in den letzten Jahrzehnten schwere Eingriffe in die Natur zugunsten wirtschaftlicher Interessen begonnen.

## Geographie

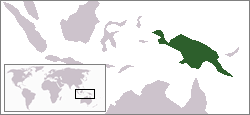
Lage der Insel auf der Erde

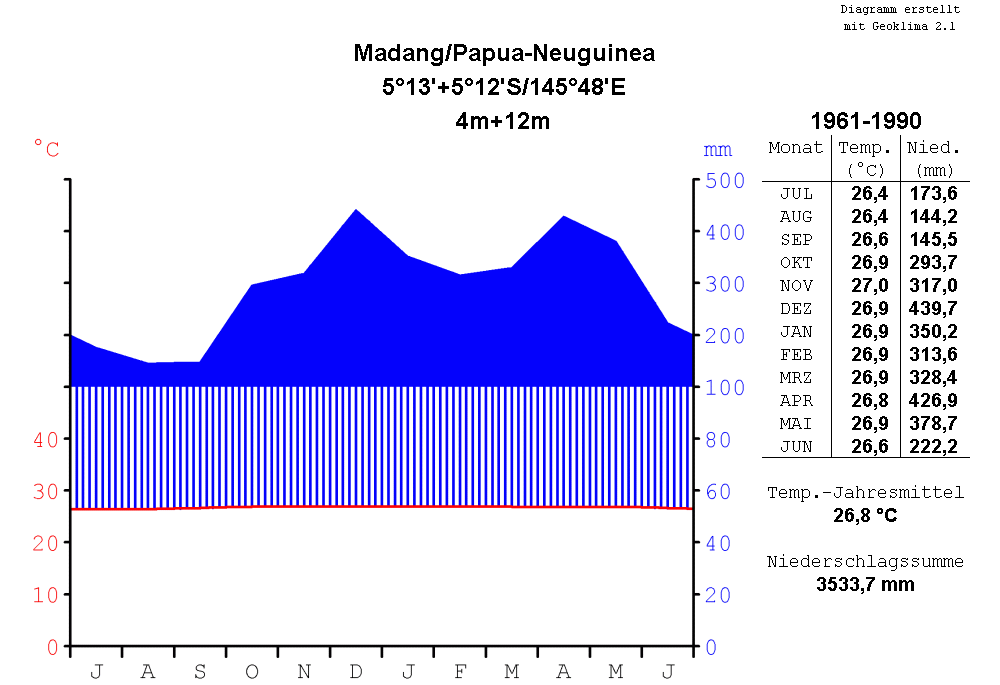
Klimadiagramm Madang (6 m), weitgehend repräsentativ für das Klima der Küstenregionen

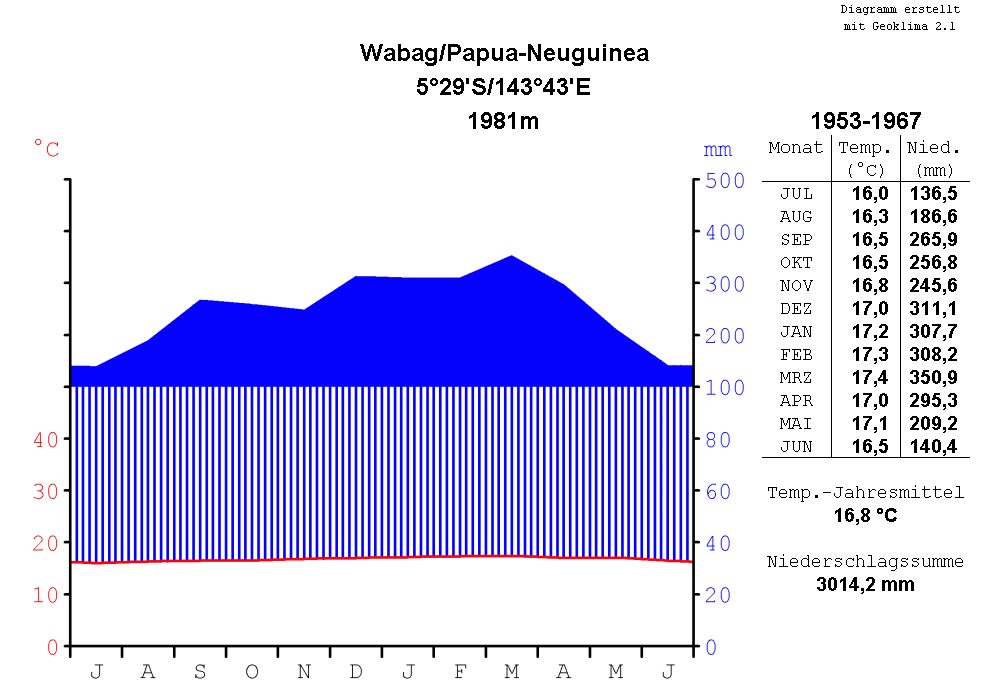
Klimadiagramm Wabag (1981 m), weitgehend repräsentativ für das Klima montaner Regionen

Neuguinea ist eine, inklusive einiger vorgelagerter Inseln und Inselgruppen, rund 786.000 km² (Deutschland: 357.100 km²) große Insel an der Nordostspitze des australischen Kontinents auf 5°20'S, 141°36'E. Von Australien ist sie durch die am schmalsten Punkt 150 km breite Torres-Straße getrennt.
Die von Nordwesten nach Südosten langgestreckte Insel wird über ihre gesamte Länge von einem rund 200 km breiten Gebirge durchzogen und geteilt (im Westen als Maokegebirge, im Osten als Bismarckgebirge), das Höhen von annähernd 5.000 m erreicht (Puncak Jaya: 4.884 m, Puncak Trikora: 4.730 m, Ngga Pilimsit: 4,717 m, Puncak Mandala: 4,640 m, Mount Wilhelm: 4.509 m).

## Klima

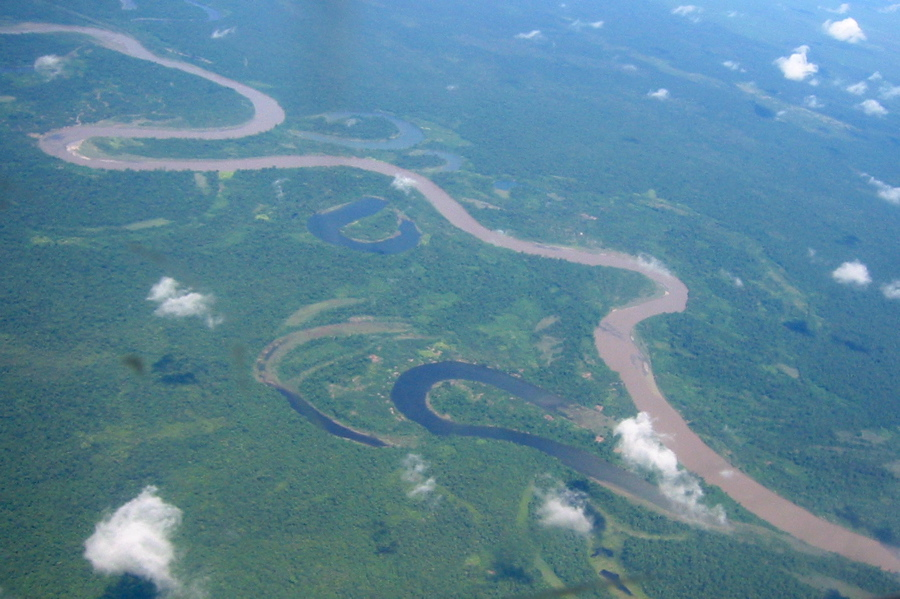
Der Ramu im Nordosten Neuguineas

Die Temperaturen der Insel werden – neben lokalen Faktoren wie der Höhenlage insbesondere im alpinen Bereich – von der äquatorialen Lage der Insel bestimmt, Wind und Niederschlagsmengen werden allerdings zusätzlich vom Monsun beeinflusst.
In den niederen Lagen ist es durchgehend heiß (an der Küste beträgt die monatliche Durchschnittstemperatur ganzjährig um 27 °C) und extrem luftfeucht ohne jahreszeitliche Schwankungen. Die jährliche Niederschlagssumme beträgt an der Küste im Mittel rund 2800 mm, kann im Inland südlich der Gebirgszüge (z. B. Daru-Ebene) jedoch bis auf Werte zwischen 5000 und 6000 mm ansteigen. Durch den Monsuneinfluss kommt es dabei zu Zeiten geringerer Niederschläge (im Norden vor allem Dezember bis März, im Süden vor allem zwischen Mai und Oktober) bzw. starker Niederschläge, diese differieren jedoch regional teils deutlich. Erwähnenswerte Ausnahmen vom allgemeinen Niederschlagsreichtum der Insel sind Zonen relativer Trockenheit mit weniger als 2500 mm jährlichem Niederschlag hauptsächlich im Tiefland, wo sich an Stelle von tropischen Regenwäldern immergrüne Trockenwälder bzw. Savannen finden.
Mit zunehmender Höhe sinken die Temperaturen, bleiben aber ebenfalls ganzjährig stabil. In Kutubu auf 885 m betragen sie im jährlichen Mittel 23,3 °C, in Baliem und Goroka auf 1660 bzw. 1730 m 19 °C bzw. 20,2 °C und in Wabag (1981 m) nur noch 16,8 °C.
In den höchsten Lagen des Puncak Jaya, des Ngga Pilimsit und des Puncak Mandala existieren sogar Gletscher, die allerdings durch die Gletscherschmelze aufgrund des Klimawandels drastisch zurückgehen. Niederschläge und Temperaturen sind hier das ganze Jahr über stabil und unterliegen nur geringen Schwankungen, die Temperaturen liegen auf 3.600 m um 8 °C, auf 4.200 m um 3,5 °C, Niederschlagswerte für den Puncak Jaya ergaben geschätzte jährliche Niederschlagsmengen zwischen 2.800 und 3.000 mm

## Floristik und Biodiversität
Neuguinea ist, ungeachtet seiner geographischen Zugehörigkeit zum australischen Kontinent, Teil des Ozeanischen Florenreichs. Die von Regenwäldern dominierte Insel zählt floristisch zu den zehn artenreichsten Regionen weltweit, ihre Flora umfasst 20 bis 25.000 Arten aus über 1500 Gattungen in rund 250 Familien. Besonders auffällig ist der hohe Anteil von Arten, die sonst nirgends auf der Welt vorkommen (sogenannte Endemiten), er beträgt rund 55 %.
Begünstigt wird die hohe Artenzahl durch den Reichtum der Insel an unterschiedlichsten Biotopen und Habitaten, die zum einen auf die geographische Vielfältigkeit der Insel und zum anderen auf ihren bis in die Gegenwart von menschlichen Eingriffen weitgehend unberührten geschlossenen Bewuchs zurückzuführen ist, rund 75 % der Fläche Neuguineas sind allein mit Wäldern bedeckt. In der jüngsten Gegenwart ist diese Geschlossenheit jedoch vor allem im politisch zu Indonesien gehörenden Westneuguinea durch massiven Holzeinschlag und die anschließende Umwandlung in Agrarland zunehmend gefährdet.
Ungeachtet der Diversität und aktuellen Gefährdung gilt Neuguinea mit Sammlungswerten von unter 50 (Ost) bzw. 25 (West) Sammlungen pro 100 km² gleichzeitig jedoch als der botanisch am wenigsten erschlossene tropische Großraum überhaupt.

## Florengeschichte

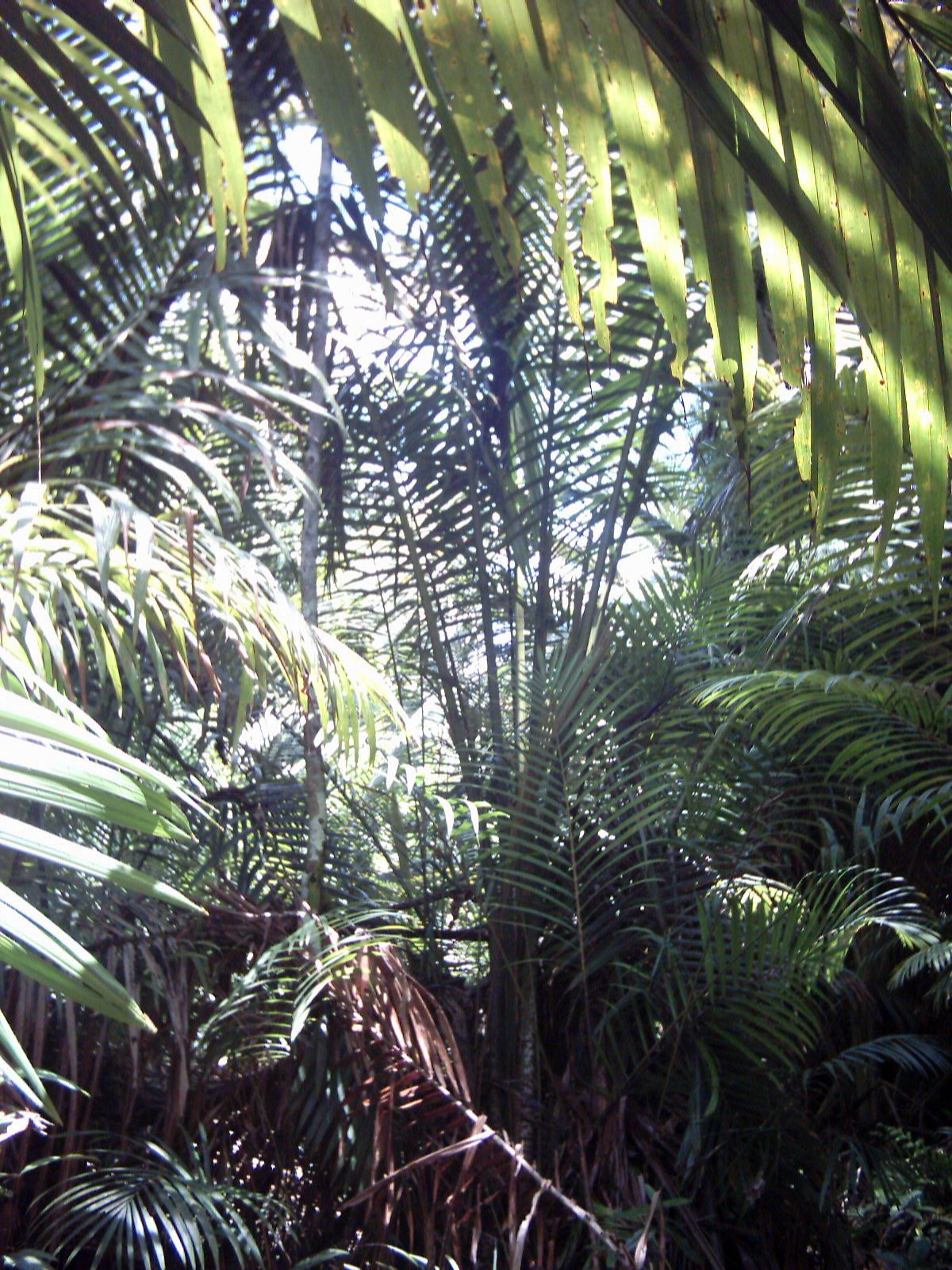
Sago-Palmen, East Sepik

Neuguinea ist ein Teil des australischen Kontinents und bildet den nördlichsten Teil der australischen Platte. Mit dem Auseinanderbrechen des südlichen Superkontinents Gondwana vor etwa 150 Millionen Jahren löste sich allmählich Australien von Südamerika, Afrika, Indien und der Antarktis und rotierte gegen den Uhrzeigersinn. Die zu dieser Zeit auf Neuguinea vorherrschende gondwanische Flora war im Wesentlichen an warm-gemäßigte Verhältnisse angepasst.
Vor rund 80 Millionen Jahren begann der Kontinent allmählich gen Norden auf den Äquator zuzudriften und kollidierte später mit der Eurasischen Platte. Durch die klimatischen Veränderungen während der Kontinentaldrift war die Flora Neuguineas zunehmend tropischer werdenden Bedingungen ausgesetzt, die bisherigen Florenelemente starben entweder aus, passten sich an die neuen Bedingungen an oder zogen sich an Standorte zurück, die ihren Ansprüchen weiterhin entsprachen. Von solchen Inselstandorten aus wurde eine neue Ausbreitung insbesondere durch die im Rahmen der Kollision beider Platten stattfindende Auffaltung des heutigen Gebirges seit dem Miozän vor rund 25 Millionen Jahren bis zur Entstehung der Hochgebirge am Ende des Pliozäns vor rund 2 Millionen Jahren begünstigt, da die Bedingungen höherer Lagen gemäßigten Bedingungen teilweise entsprechen. Bis in die Gegenwart wird die Pflanzenwelt der Hochgebirge daher von Nachfahren gondwanischer Florenelemente dominiert, ihre nächsten Verwandten haben die hier vorkommenden Familien und Gattungen dementsprechend mehrheitlich in den temperierten Zonen Südamerikas.
Gleichzeitig ermöglichte die neue Nähe zur Eurasischen Platte die Zuwanderung bisher nicht heimischer Arten aus Asien, die bereits an die jetzt vorherrschenden tropischen Bedingungen adaptiert waren und die durch den teilweisen Rückzug der gemäßigten Flora freigewordenen Lebensräume hauptsächlich in den niederen Lagen eroberten und diese auch bis heute dominieren.
Jedoch auch aus Australien gab es Zuwanderung. Der beide Landmassen trennende Golf von Carpentaria westlich der nur 12 Meter tiefen Torres-Straße, der selbst nur Tiefen bis zu 53 Meter erreicht, sowie Teile der westlich daran anschließenden Arafurasee fiel im Verlauf der Erdgeschichte immer wieder ganz oder teilweise trocken, insbesondere während der Kaltzeiten der letzten 3 Millionen Jahre, letztmals bis vor rund 10.000 Jahren. So entstanden regelmäßige Landverbindungen zwischen Neuguinea und Nordostaustralien, über die neben Menschen und Tieren auch Pflanzen migrierten. Dessen ungeachtet ist der Anteil von Pflanzen mit einem Ursprung in der australischen Flora vergleichsweise gering.

## Vegetation
Aufgrund der geographischen Situation der Insel, die sich gleichmäßig von der Küste bis hin zum Hochgebirge hin aufbaut, wird die Vegetation von Papua-Neuguinea zumeist nach den Höhenstufen gegliedert, die folgende Darstellung folgt K. Paijmans et al. 1976. Als ergänzende Abweichung von diesem Modell wird allerdings im Tiefland zusätzlich noch horizontal differenziert in niederschlagsreiche Regenwald- und niederschlagsärmere Trockenwald- und Savannengebiete. Auch müssen einige nicht vornehmlich klimatisch bedingte Vegetationstypen in dieses Modell integriert werden.

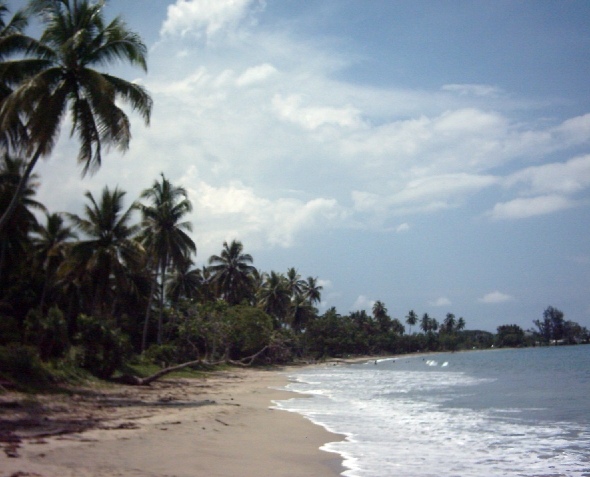
Strand bei Wewak

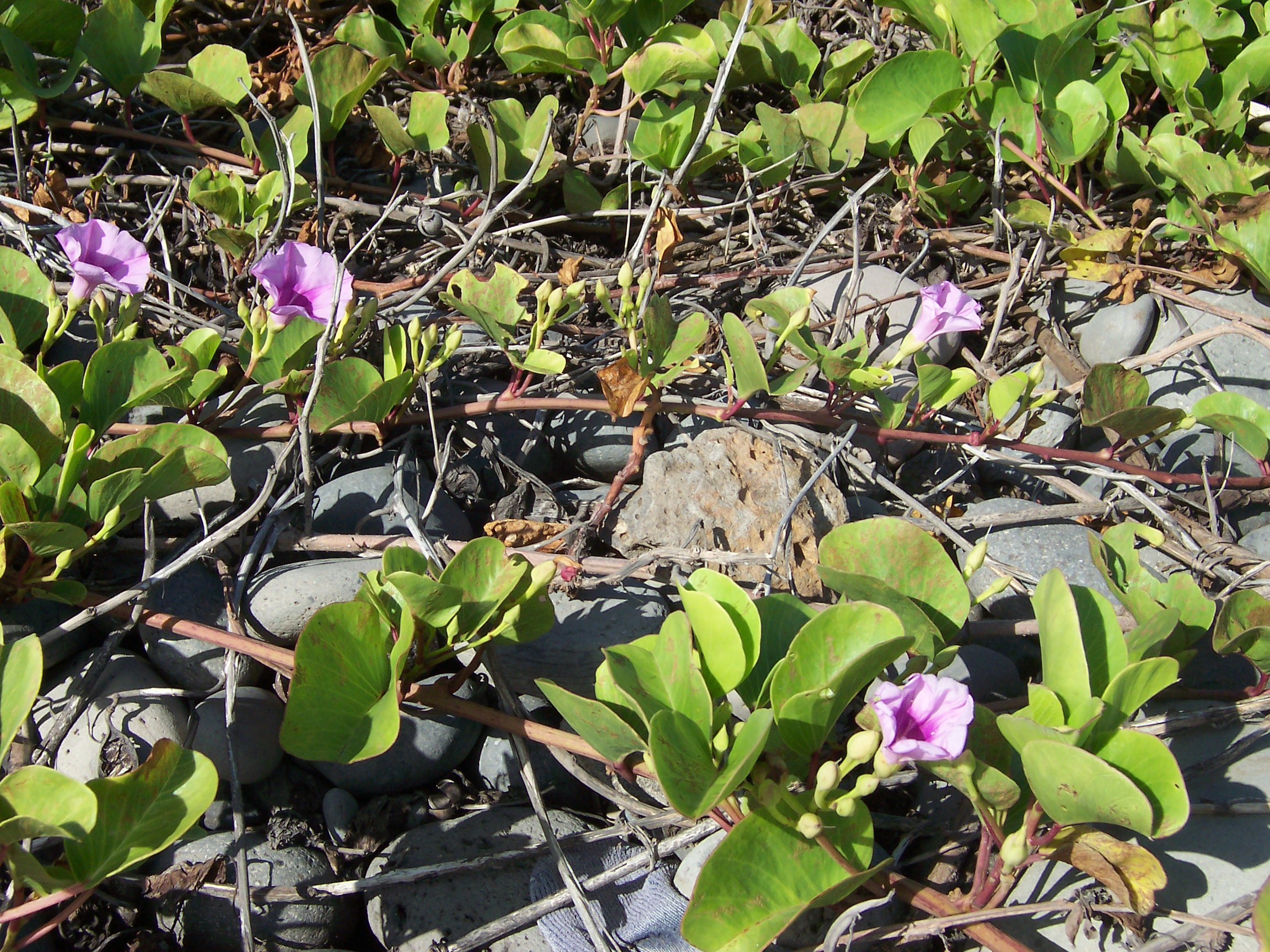
Ziegenfuß-Prunkwinde (Ipomoea pes-caprae), hier am Strand von Réunion

### Strandküste (Coastal beach ridges and flats)
Der eigentlichen Küste vorgelagert finden sich in seichten Küstengewässern Seegraswiesen bestehend aus Thalassia-, Enhalus-, Halophila- und Cymodocea-Arten. Sie stellen die Weidegründe der Dugongs dar.
Die als Strand ausgebildete Küstenzone (Coastal beach ridges and flats) ist mit einem Anteil von nur 0,5 % an der Gesamtfläche aller Biotope die kleinste aller Vegetationszonen und wird in fünf Vegetationstypen unterschieden.
Die Krautige Strandvegetation (Herbaceous beach vegetation) grenzt direkt ans Meer und beginnt unmittelbar hinter der Hochwasserzone. Es dominieren Seggen, Gräser und niedrige krautige Pflanzen wie die Ziegenfuß-Prunkwinde (Ipomoea pes-caprae) (nach der die Formation „pes-caprae formation“ heißt), Canavalia maritima sowie hinter Ischaemum muticum Fimbristylis-Arten, Cyperus peduncullatus und Cassytha filiformis. Alle Arten befestigen den Sand, sind den extremen Salz-, Wind- und Temperatur-Bedingungen gegenüber tolerant und im ozeanischen Florenreich und der Australis weit verbreitet.
In diesem Bereich finden sich bereits einzelne Büsche und niedrige Bäume, deren Bestände sich verdichten können und dann den Vegetationstyp Strandbuschwerk (Beach Scrub) bilden. Typisch sind Lindenblättriger Eibisch, Desmodium umbellatum sowie Flagellaria indica. Auf einigen vorgelagerten Koralleninseln ist dieser Vegetationstyp vorherrschend, ergänzt insbesondere um Arten der Gattungen Fächerblumen (Scaevola) und Messerschmidia sowie Allophylus cobbe und Pemphis acidula.

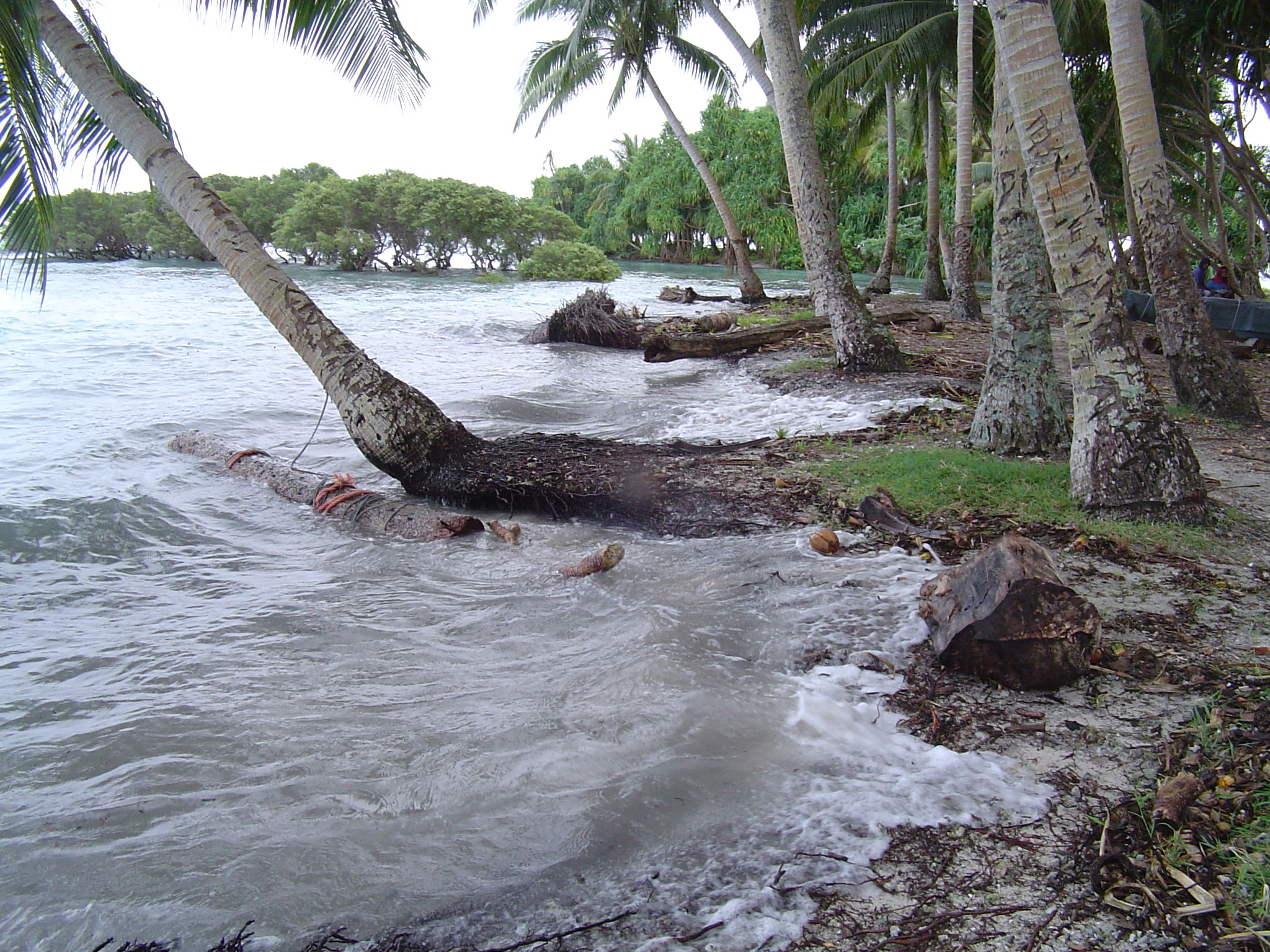
Erodierende Strandküste von Nukutoa, im Hintergrund Schraubenbäume

Bei fehlendem Strandbuschwerk geht die Krautige Strandvegetation direkt in Strand Woodlands (Beach Woodlands) über, die nach der mit vorherrschenden Barringtonia asiatica als Barringtonia formation bezeichnet wird. Sie tritt auch als Pioniergesellschaft auf, wenn, z. B. wegen erodierter Küsten oder auf Fels- oder Bimssteinböden, die Krautige Strandvegetation fehlt. Neben B. asiatica finden sich Schraubenbäume (P. tectorius, P. dubius), Katappenbaum und Calophyllum inophyllum. Der Unterwuchs kann bei offeneren Baumbeständen geschlossen sein und setzt sich aus Farnen, Ingwergewächsen, Gräsern sowie krautigen Pflanzen wie Crinum asiaticum zusammen. In der Nähe von Mangroven finden sich auch Nebenvorkommen von Acrostichum aureum und Acanthus illicifolius.
Kasuarinenwald (Casuarina forest) ist eine Pioniergesellschaft an Stränden und Flussmündungen. Dominiert von der Schachtelhalmblättrigen Kasuarine hat sie eher temporäre Natur. Mit abnehmender Baumdichte löst sich dieser Vegetationstyp durch Unterwuchs und anschließenden Bewuchs durch breitblättrige Bäume auf und geht über in Strand Woodlands oder -im Süden- Mischküstenwald (Mixed littoral forest), einen verbreiteten und recht artenreichen Vegetationstyp mit Palmen, Syzygium, Myrobalanen, Erythrina, Pterocarpus indicus, Sarcocephalus coadunate, Derris indica, dem kletternden Farn Stenochlaena und – im Südwesten – Akazien. An nassen Standorten finden sich Planchonia papuana, Melaleuca cajuputi und verstreut Mangroven.

### Salz- und Brackwassersümpfe (Saline and brackish swamps)
Die charakteristischsten Vegetationstypen der Küste aber sind die Mangroven. Sie nehmen mit rund 1,5 % der Gesamtfläche zwar auch nur einen kleinen Teil der Insel ein, umfassen aber rund 75 % der Küstenabschnitte. Mangroven finden sich von der direkten Küste bis ins Inland und sind stark abhängig von der Kombination von Faktoren wie Boden, Salzgehalt oder Gezeiten. Begünstigende Habitate sind Ästuare mit ihrem Schutz vor starken Wellenbewegungen und hohen und gleichmäßigen Niederschlagswerten. Hier ergeben sich sieben Vegetationstypen, die stets von nur ein oder wenigen Mangroven-Arten dominiert werden.
Eine dichte Pioniervegetation in schlammigen Küstenbereichen ist das Mangrovengebüsch (Mangrove scrub), dominiert von Avicennia marina und Sonneratia caseolaris sowie seltener Ceriops tagal. Dominiert von weiteren Sonneratia findet sie sich auch an flachen Flussufern und auf kleinen Inseln im Gezeitenbereich von Flussmündungen.
Dieser Pioniergesellschaft häufig folgend oder an geschützten Standorten selbst als Pioniervegetation findet sich der von Rhizophora dominierte Niedrige Mangrovenwald (Low mangrove forest). Junge Wälder haben ein dichtes Kronendach, das kaum Licht für Unterwuchs durchlässt, auch Epiphyten und Kletterpflanzen fehlen. Erst später finden sich neben anderen Mangroven (Bruguiera) Mangrovenfarne (Acrostichum) und die Kletterpflanze Derris trifoliata.
Ältere Wälder werden zum Ausgewachsenen Mangrovenwald (Mature mangrove forest). Bäume können nun bis zu 30 Meter Höhe erreichen, das Kronendach öffnet sich und lässt Licht für einen ausgeprägteren Unterwuchs (neben Mangroven-Sämlingen und Mangrovenfarnen Akanthus und gelegentliche Nipapalmen), Epiphyten und Kletterer sowie Hoya, Dischidia, Myrmecodia, Orchideen und Farne. Mit abnehmendem Salzgehalt steigt zum Inland die Artenzahl, typisch sind hier Bäume wie Camptostemon schultzii, Heriteria littoralis und Intsia bijuga. Sträucher und kleine Bäume (Aegiceras corniculatum, Brownlowia argentata, Myristica hollrungii) bilden gemeinsam mit Palmen und Schraubenbäumen ein vielschichtiges Unterholz, offene Zonen werden von letzteren im Verbund mit Seggen dominiert. Ausgewachsene Mangrovenwälder können direkt in die Vegetationszone der Tiefland-Süßwassersümpfe übergehen, die Übergangszone kann dabei bis zu einem halben Kilometer lang sein.
Neben diesen häufigen, eng miteinander verschränkten Vegetationstypen finden sich als Sonderformen:
Avicennia-Busch und Woodland (Avicennia scrub and woodland) besiedelt um die Mangrovenvegetationen herum Standorte auf schlammigen wie sandigen Böden mit hohem Salzgehalt mit weniger und saisonalen Niederschlägen. Dominiert wird sie von A. marina in Gesellschaft von Sesuvium portulacastrum, Lumnitzera racemosa, Ceriops tagal, Batis argillicola (in Südwestneuguinea) und -in wenig überfluteten Abschnitten- von Seggen. In den Übergangszonen zwischen Avicennia-Busch und Woodland und Trockenem Grasland oder Eucalyptus-Savannen tritt Sporobolus Grasland (Sporobolus grassland) auf, ein regelmäßig von Süßwasser überfluteter Vegetationstyp.

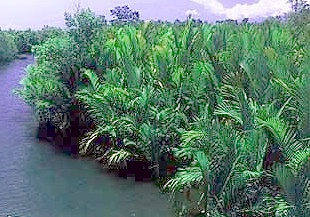
Nipapalmen an der Küste (hier Thailand)

Ähnliche Ansprüche hat das Excoecaria-Busch und Woodland (Excoecaria scrub and woodland), das allerdings auf Sumpfland spezialisiert ist. Im Unterwuchs der dominanten Excoecaria agallocha finden sich Lindenblättriger Eibisch und Pluchea indica sowie Mangrovenfarne, die mit zunehmendem Süßwasseranteil von Gräsern und Seggen verdrängt werden, hier mischen sich zwischen die Excoecaria auch Akazien und Myrtenheiden (Melaleuca).
Nipa-Palmen Woodland (Nipa palm woodland) bildet fast Monokulturen, nur selten finden sich einige Mangrovenfarne oder Hakenlilien. Es ist beschränkt auf niedrigliegende, täglich von Brackwasser überflutete Bereiche in Ästuaren und deren Nebenarmen.

### Tiefland-Süßwassersümpfe
Als Tiefland-Süßwassersümpfe werden Bereiche zusammengefasst, die von den Vegetationen offener Gewässer über krautige Pflanzengemeinschaften, Grasland, Savannen und Woodlands bis hin zu Sumpfwäldern reichen.
Aquatische Vegetationen werden in tiefen Gewässern beherrscht von Pflanzengemeinschaften frei flottierender Arten wie Lemna, Azolla imbricata, Wasserschläuchen und Pista stratiotes, die entweder vermischt oder in großen Kolonien einzelner Arten auftreten. Mit abnehmender Tiefe finden sich ab rund drei Meter Wassertiefe wurzelnde Pflanzen wie Hornblatt, Seerosen, Nymphoides und Nelumbo nucifera, die bis an die Krautige Sumpfvegetation heranreichen. In seichten Gewässern können sie auch ausgedehnte Bestände über ganze Seen oder Lagunen hinweg bilden.
Die Krautige Sumpfvegetation (Herbaceous swamp vegetation) schließt an offene Gewässer an, dementsprechend sind die sumpfigen Bedingungen permanent und das Wasser relativ tief. Auf schwimmenden Matten aus Torf und Humus zwischen dem vielfach huminsauren Wasser wachsen Seggen (oft Scleria, Thoracostachyum sumatranum), Farne (Cyclosorus) und krautige Pflanzen (Hanguana malayana). Im Zentrum der Vegetation sinkt die Artenvielfalt, hier finden sich neben niedrigen Seggen meist nur noch Gleichenia und Bärlappe, bevor in der Auslaufzone Gräser und vereinzelt Schraubenbäume, Sagopalmen und andere Sträucher und niedrige Bäume auftreten.
Leersia Gras-Sümpfe (Leersia grass swamp) werden dominiert von mittelhohen Sumpfgräsern wie Leersia hexandra, Reis, Rispenhirsen, Hymenachne amplexicaulis, Echinochloa stagnina, die ebenfalls an permanent nassen, aber zeitweise bis zu 3 Meter hoch überfluteten Standorten wachsen, ein Vegetationstyp, der sich gelegentlich auch an Sonderstandorten an Seen und Lagunen findet. Die Grasnarbe wiederum dient als Basis für Vogelknöteriche, Heusenkräuter oder Wasserspinat.
Saccharum-Phragmites Gras-Sümpfe (Saccharum-Phragmites grass swamp) sind deutlich weniger nass und können zeitweise auch trockenfallen. Hier herrschen höhere Gräser wie Saccharum robustum (dominant in bewegtem Wasser mit schnellen Schwankungen des Wasserspiegels) oder Phragmites karka (in stehendem Wasser mit Pegelschwankungen bis hin zu mehrmonatiger Trockenheit) vor. Neben den erwähnten Gräsern finden sich verstreut kleine Bäume oder Sträucher (Glochidion, Nauclea coadunata, Mitragyna speciosa, Livistona, ), die Bedingungen für sie sind aber grenzwertig, viele Individuen sterben schnell wieder ab.
Pseudoraphis Gras-Sümpfe (Pseudoraphis grass swamp) werden fast vollständig von Pseudoraphis spinescens gebildet, einem kriechenden, Matten bildenden Sumpfgras. Die Grasnarbe ist bis auf eine saisonale Trockenphase stets leicht überflutet, zur Trockenzeit richtet es sich auf und wird von Hirschen und Wallabys intensiv abgeweidet.
Als Übergangszone zwischen der Krautigen Sumpfvegetation und den Sumpf-Woodlands (siehe unten) findet sich in dauernd und gleichmäßig nassen Bereichen die Gemischte Sumpfsavanne (Mixed swamp savanna). Der Unterwuchs ist weitgehend identisch mit der der Krautigen Sumpfvegetation, wird aber von Einzelbäumen der Gattungen Nauclea, Campnosperma, Myrtenheiden und Syzygium begleitet.
Die Myrtenheiden-Sumpfsavanne (Melaleuca swamp savanna) ist ausschließlich in der Region um den Fly River und den Strickland River sowie vereinzelt im Süden und Südwesten an Strandebenen zu finden. Während der Unterwuchs fast ausschließlich aus Schilfrohr mit vereinzelten niedrigeren Sumpfgräsern und Seggen besteht, dominieren Myrtenheiden (vor allem Melaleuca cajuputi und Melaleuca leucadendron) die offene Baumschicht, vereinzelt begleitet von Nauclea coadunata, Livistona, Schraubenbäumen und Sagopalmen. Die Standorte sind saisonal wechselnd nass und trocken, in der Trockenzeit treten regelmäßig Brände auf.

## Nachweise
- Handbooks to the Flora of Papua New Guinea, Papua New Guinea National Herbarium, 1978, 1981, 1995, (Online)
- K. Paijmans, M.M.J. van Balgooy, J.M. Powell: New Guinea Vegetation. 1976, CSIRO, Canberra, (Online)
- Muller, Kal: Keregaman Hayati Tanah Papua [The Biodiversity of Papua]. Manokwari Universitas Negeri Papua (kerjasama dgn Dinas Pendidikan dan Pengajaran Provinsi Papua), ISBN 979-97700-5-X, (Online)
- Hope, Geoff S, u. a. (Hrsg.): The Equatorial Glaciers of New Guinea (Results of the 1971–1973 Australian Universities' Expeditions to Irian Jaya: survey, glaciology, meteorology, biology and palaeoenvironments), 1976, (Online)
- Selvaradjou, S-K., L. Montanarella, O. Spaargaren, D. Dent: European Digital Archive of Soil Maps (EuDASM) – Soil Maps of Asia DVD-ROM version. EUR 21823 EN. Office of the Official Publications of the European Communities, Luxembourg, 2005, Online